# Romain Philippoteaux
Romain Philippoteaux (* 2. März 1988 in Apt) ist ein französischer ehemaliger Fußballspieler.

## Verein

### Anfänge
Philippoteaux begann seine fußballerische Laufbahn bei der US Le Pontet, für die er bis 2007 in der Jugend spielte. Anschließend wechselte er zu einem Amateurverein aus Pernoise. Dort spielte er fünf Jahre in unterklassigen Ligen Frankreichs. 2012 folgte die Rückkehr zu seinem Ausbildungsklub, aus Le Pontet. Am 11. August 2012 (1. Spieltag) debütierte er in der National 2 im Spiel gegen den FC Hyères über die volle Spielzeit. Im Spiel darauf, dem zweiten Spieltag, schoss er beim 3:0-Auswärtssieg gegen die Amateure von Olympique Lyon sein erstes Tor für die Mannschaft zum zwischenzeitlichen 2:0. Bis zur Winterpause lief er zwölf Mal für die Amateure auf und schoss dabei sieben Tore.

### 2013 bis 2015: FCO Dijon
Zum 1. Januar 2013 wechselte er in die Ligue 2 zum FCO Dijon. Am 11. Januar 2013 (20. Spieltag) debütierte er bei der ersten Möglichkeit direkt nach Einwechslung in der 87. Minute für Thomas Guerbert, als er das 3:0 in der Nachspielzeit und somit direkt sein erstes Tor erzielte. Bis zum Ende der Saison spielte er noch 18 Mal und konnte ein weiteres Tor erzielen und zwei vorbereiten.
In der Folgesaison entwickelte er sich bei Dijon endgültig zur Stammkraft und spielte 33 Mal, wobei er sieben Tore schoss und sechs Treffer vorlegte. 2014/15 blieb er Stammspieler und schoss diesmal erneut sieben Tore und bereitete fünf vor. Zudem wurde er im Oktober für den Spieler-des-Monats-Preis der Ligue 2 nominiert.

### 2015 bis 2017: FC Lorient
Nach diesen Leistungen wechselte er im Winter 2015 für zweieinhalb Millionen Euro in die Ligue 1 zum FC Lorient. Philippoteaux debütierte am 7. Februar 2015 (24. Spieltag) in der Startelf bei einem 3:1-Sieg über Stade Reims. Am 24. April 2014 (34. Spieltag) schoss er sein erstes Tor in der höchsten französischen Spielklasse zur zwischenzeitlichen 3:2-Führung (Endstand: 5:3). Bei Lorient konnte er in der restlichen Saison konnte er in 15 Spielen zwei Tore machen.
In der Folgesaison musste er ein wenig um seinen Stammplatz bangen, da nun, neben Raphaël Guerreiro, mit Denis Bouanga ein weiterer Konkurrent hinzugekommen ist. Dennoch spielte er 31 Mal, obwohl er meist nur von der Bank kam. in der Saison 2016/17 ging das ähnlich weiter und er spielte 30 Mal, wobei er zweimal traf. Die Saison beendete er mit Lorient auf Platz 18 und musste somit in die Relegation, in der man nach einem 0:0 im Rückspiel in die Ligue 2 abstieg.

### 2017 bis 2019: AJ Auxerre
Im Sommer 2017 unterschrieb er einen Vertrag beim nunmehrigen Ligakonkurrenten AJ Auxerre, die 850 Tausend Euro für ihn bezahlten. Am 31. Juli 2017 (1. Spieltag) debütierte er gegen den RC Lens in der Startformation für sein neues Team (Ergebnis: 1:0). Bei der 4:1-Niederlage gegen den AC Le Havre schoss er in der 27. Minute sein erstes Tor für AJA, als er zur vorzeitigen Führung traf. Ein Höhepunkt der Saison war Philippoteauxs Hattrick am 31. Spieltag beim 3:1-Sieg über den FC Bourg-Péronnas. Insgesamt spielte er in seiner ersten Saison bei Auxerre in 35 Ligaspielen, wobei er elf Tore schießen und vier vorbereiten konnte. Im April 2018 verlängerte er seinen Vertrag bis 2022.
In der Folgesaison blieb er Stammspieler bei Auxerre und spielte alle 38 möglichen Ligapartien. Dabei schoss er vier Tore und bereitete fünf vor.

### 2019 bis 2020: Olympique Nîmes
Nach zwei Spielzeiten verließ er Auxerre und schloss sich für 300 Tausend Euro Olympique Nîmes an. Das Debüt für sein neues Team gab er am 11. August 2019 (1. Spieltag) in der Startelf gegen Paris Saint-Germain. Bereits zwei Wochen später (3. Spieltag) schoss er gegen die AS Monaco sein erstes Tor für die Krokodile, als er zum 2:1-Anschlusstreffer traf, ehe Kévin Denkey noch den Ausgleich schoss. Bis zum Saisonabbruch aufgrund der COVID-19-Pandemie in Frankreich schoss er fünf Tore und legte zwei auf, in 27 Ligaspielen.
In der Folgesaison kam er an den ersten vier Spieltagen noch zu einem Tor und einer Vorlage für seinen Klub.

### 2020 bis 2022: Stade Brest
Im Sommer 2020 wechselte er für 500.000 Euro zum Ligakonkurrenten Stade Brest, gegen die er zuvor in der Saison noch zwei Torbeteiligungen erzielen konnte. Am 27. September 2020 (5. Spieltag) debütierte er gegen den SCO Angers nach Einwechslung für Jérémy Le Douaron in der 62. Minute. Sein erstes Tor schoss er beim 2:2 gegen den HSC Montpellier am 20. Dezember 2020 (16. Spieltag), als er zum zwischenzeitlichen 1:1 traf. Trotz vielen Einsätzen war er kein Stammspieler in Brest und kam meist nur als Einwechselspieler.
Anfang September wechselte er auf Leihbasis bis zum Saisonende 2021/22 zum FCO Dijon.

### Seit 2022: NorthEast United FC
Seit der Saison 2022/23 spielt Philippoteaux beim indischen Club NorthEast United FC in Guwahati.